# Pietrowka (rejon borski)
Pietrowka (ros. Петровка) – wieś (sieło) w Rosji, w obwodzie samarskim, w rejonie borskim. W 2010 liczyła 1088 mieszkańców.